# عقد 1150
عقد 1150 هو عقد امتد بين 1 يناير 1150 و31 ديسمبر 1159 بحسب التقويم الميلادي. سبقه عقد 1140 ولحقه عقد 1160.

## أحداث
- معركة بانياس (1157)
- زلزال حماة 1157 (1157)
- حصار عسقلان (1153)
- معركة عنتاب (1150)

## مواليد
- كونستانس ملكة صقلية (1154)
- إسحاق الثاني (1155)
- فسيفولود الثالث العش الكبير (1154)
- سانشو الأول ملك البرتغال (1154)
- مارغريت ملكة صقلية (1154)
- السهروردي المقتول (1155)
- محمد بن عبد الواحد الملاحي (1154)
- سانشو السابع ملك نافارا (1154)
- عبد الواحد المخلوع (1153)
- سانشا من قشتالة، ملكة أراغون (1154)
- سيبيلا من أتشيرا (1153)

## وفيات
- جورج الأنطاكي (1151)
- فضل بن حسن الطبرسي (1153)
- بهرام شاه الغزنوي (1152)
- برنارد من كليرفو (1153)
- آنا كومنينا (1153)
- عبد الرحمن بن علي الحلواني (1151)
- ريموند الثاني كونت طرابلس (1152)
- إسحاق كومنينوس (1152)
- مسعود بن محمد بن ملكشاه (1152)
- ماتيلدا من بولوني (1152)
- أبو الفتح الشهرستاني (1153)

## كتب
- Yves Denis Papin (1998). Chronologie de l'histoire ancienne. Lieu de publication non identifié: Éditions Jean-paul Gisserot. ISBN:2-87747-346-5. OCLC:40746926. مؤرشف من الأصل في 2022-03-16.
- موسوعة حضارة العالم (2002) لأحمد محمد عوف.

## روابط خارجية
- تصفح سنة بسنة عقد 1150 على موقع onthisday.com
- تصفح سنة بسنة عقد 1150 ابتداءً من سنة عقد 1150 على موقع المكتبة الوطنية الفرنسية